# 馬契斯尼公園 (伊利諾伊州)
馬契斯尼公園（英語：Machesney Park）是位於美國伊利諾伊州溫納貝戈縣的一個村落。

## 地理
馬契斯尼公園的座標為42°21′18″N 89°02′27″W / 42.35500°N 89.04083°W，而該地最高點為海拔高度226米（即741英尺）。

## 人口
根據2010年美國人口普查的數據，馬契斯尼公園的面積為33.69平方千米，當中陸地面積為32.86平方千米，而水域面積為0.83平方千米。當地共有人口23499人，而人口密度為每平方千米697人。